# Cocumola
Cocùmola is een plaats (frazione) in de Italiaanse gemeente Minervino di Lecce.

## Galerij

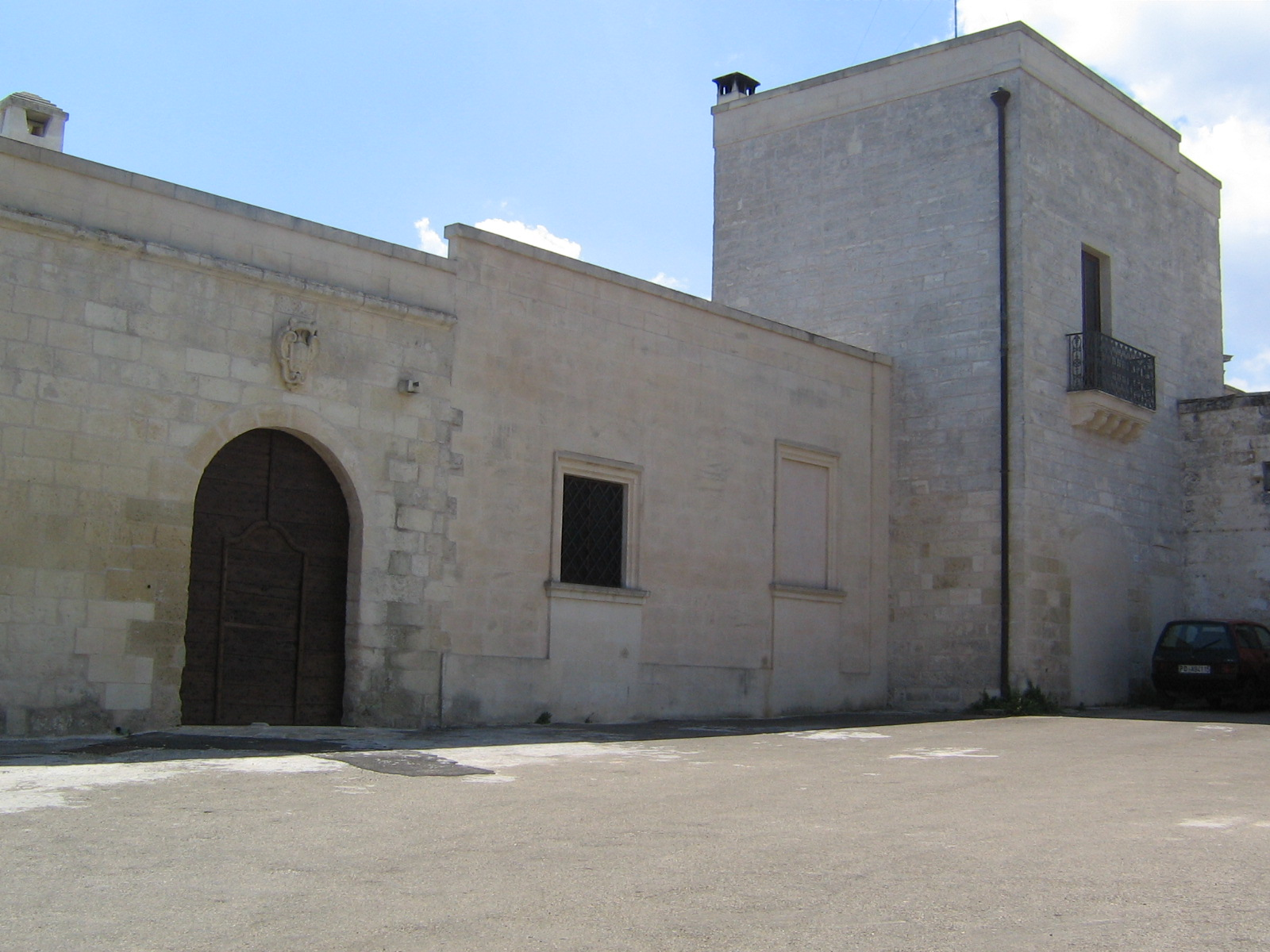
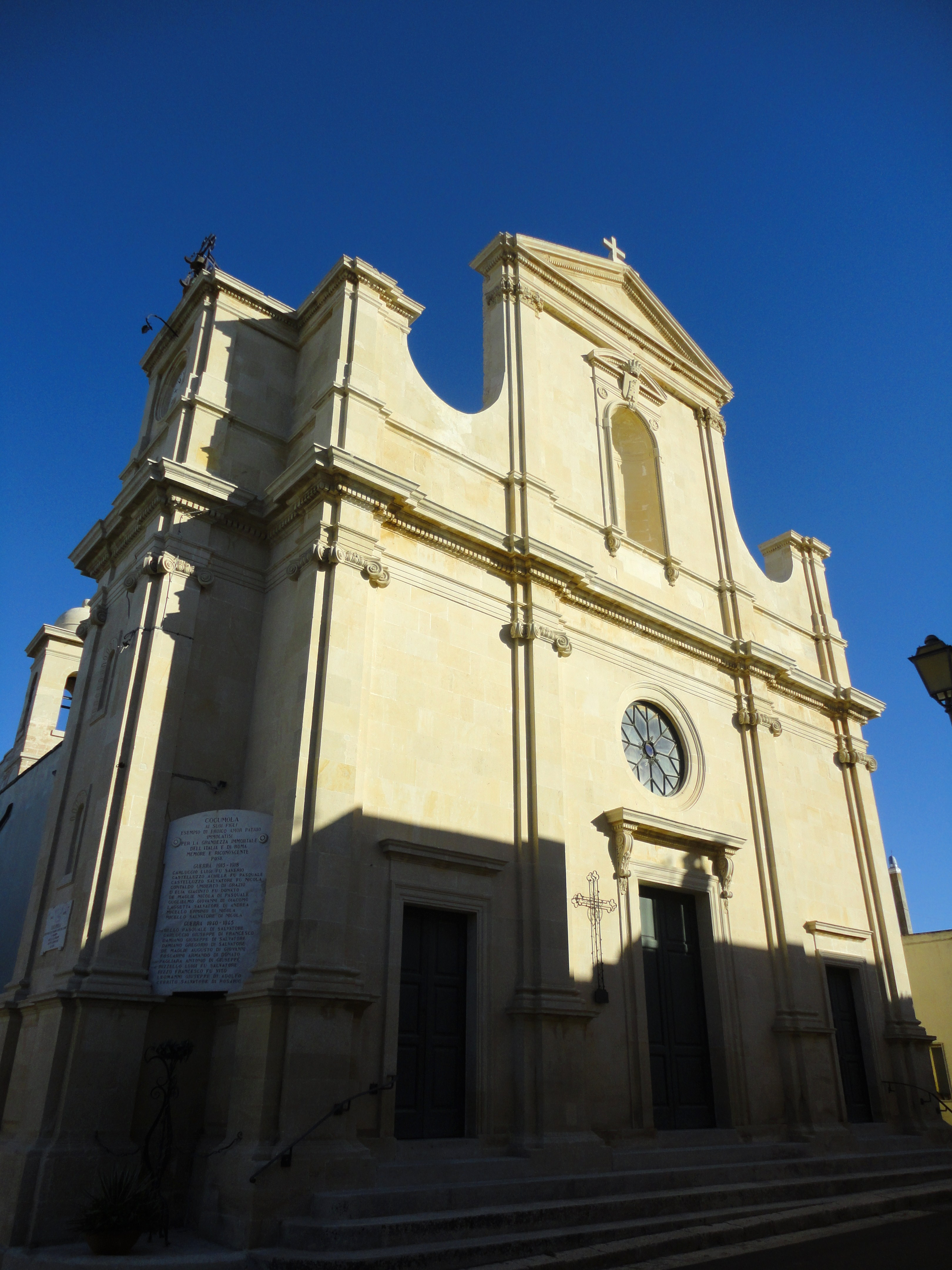
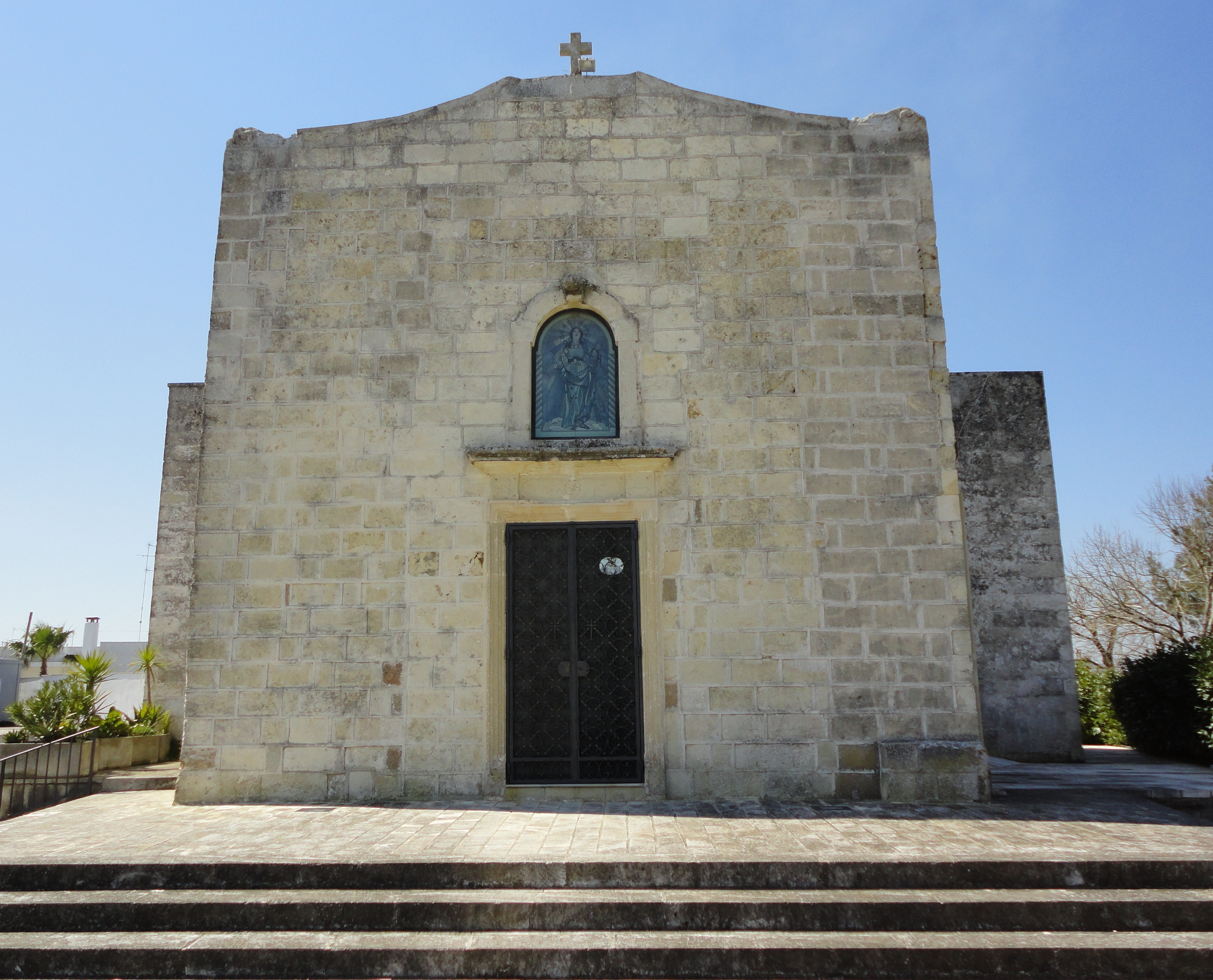
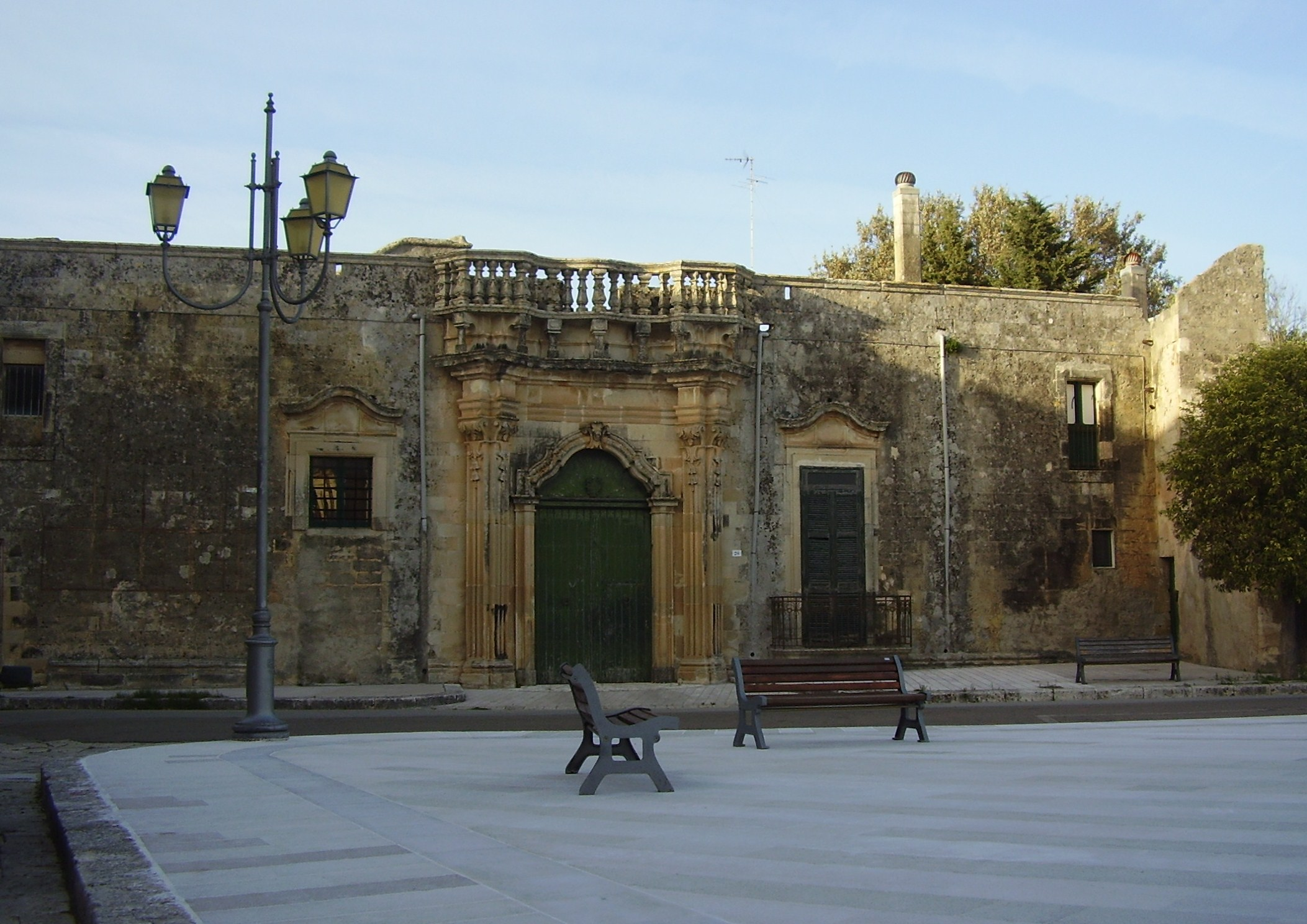